# Randy Steven Kraft
Randy Steven Kraft (* 19. března 1945 Long Beach, Kalifornie) je americký sériový vrah, známý jako dálniční zabiják. Byl obviněn ze spáchání 16 vražd, celkem však spáchal mezi léty 1972 a 1983 v jižní Kalifornii minimálně 67 vražd. Všechny Kraftovy vraždy nebyly z časových a finančních důvodů do soudního procesu zahrnuty, ačkoliv je policie přesvědčena, že je jejich pachatelem. Kvůli způsobu provedení vražd, při kterých jeho oběti umíraly pomalou a bolestivou smrtí, bývá označován jako nejbestiálnější vrah v novodobých dějinách. Zabíjel především mladé stopaře ve věku zhruba od 13 do 35 let, které poté, co je opil a podal jim trankvilizéry jako např. valium, ativan nebo zolpidem, mučil, řezal jim zaživa genitálie, končetiny i prsty, vypichoval oči, spaloval kůži a znásilňoval. V mnoha případech jim před smrtí roztrhl konečník kovovou tyčí. V některých případech je například dusil hlínou nebo ponožkou, kterou jim narval do chřtánu, jindy například své oběti zaživa do penisu vrazil 20 centimetrů dlouhé koktejlové míchátko, které proniklo přes močový měchýř až do konečníku. Mnohé z obětí byly mučeny autozapalovačem, kterým jim sežehával oční víčka, vypaloval oční bulvy a pálil bradavky a genitálie. Oběti poté v mnoha případech rozřezal a jednotlivé části pohazoval u kalifornských dálnic nebo po různých částech Los Angeles. Před svým zatčením v roce 1983 pracoval jako úspěšný programátor, kterého by nikdo ze známých ani kamarádů z něčeho takového nepodezříval. V době vysokoškolských studií a během výkonu práce číšníka v gay barech na Long Beach se již v mládí stal závislým na Valiu a dalších trankvilizérech, které často kombinoval s alkoholem. Při opakovaných testech vykazoval hodnotu IQ kolem 129 bodů. Zdůrazňovaným prvkem Kraftova případu je i jeho neuvěřitelná chladnokrevnost projevená při zatčení a prvních výsleších.
O tom, že spáchal 67 vražd je policie přesvědčena z důvodu nalezení "seznamu smrti" objeveného v jeho autě. 21 z 67 Kraftových obětí nebylo nikdy nalezeno nebo oběti nebyly nikdy identifikovány. Minimálně u 3 vražd se vážně spekuluje, že měl nějakého komplice, o čemž svědčily například dva páry stop vlekoucí jedno ze zavražděných těl. Byl zatčen 14. května 1983 v 01:25 ráno při náhodné dálniční kontrole, když na sedadle spolujezdce vezl mrtvolu, kterou pár hodin před tím mučil a poté uškrtil opaskem. 29. listopadu 1989 byl odsouzen k trestu smrti v plynové komoře. Dosud však kvůli soudním odvoláním na vykonání popravy pouze čeká, a to ve věznici v San Quentinu. Kraft s největší pravděpodobností však popraven nebude kvůli moratoriu vyhlášenému v roce 2019. Kromě trestu smrti byl navíc odsouzen k několika trestům doživotí za znásilňování a úmyslné zmrzačení, které si odpykává souběžně.

## Vražedný seznam
Jedním z rozhodujících důkazů v procesu s Kraftem byl takzvaný "vražedný seznam" nalezený v kufru jeho auta den po jeho zatčení dálniční hlídkou, 14. května 1983. Během prohlídky Kraftova auta byly pod sedadlem řidiče nalezeny polaroidové fotografie zachycující některé z jeho obětí, seznam byl nalezen v poznámkovém bloku v kufru. Prověřování seznamu a jeho srovnání s nevyřešenými případy vražd do roku 1970 trvalo několik let a podařilo se jej rozklíčovat až s pomocí odborníků z FBI. Seznam sestává dohromady z 62 záznámů ve dvou sloupcích, v levém je 30 záznamů, v pravém 32. Kdy jej Kraft sepsal, není zcela jasné, nejméně tři poslední oběti však na seznamu chybí. Některé ze záznamů symbolizují usmrcení dvou obětí najednou. Většina obětí byla zavražděna v pátek a o víkendu, kdy Kraft vyrážel na "lov" do okolí homosexuálních barů.
Amatérští pátrači si už několik let vyměňují informace ohledně stále nevyřešených vražd z Kraftova "seznamu smrti" a snaží se je spojit s nalezenými záznamy.
Během procesu byl Kraft současně konfrontován s trofejemi po svých obětech: při domovní prohlídce byly nalezeny předměty patřící zavražděným jako například fotoaparáty, opasky, boty, skicák, fotografie, holicí sada. Na místě činu vraždy Marka Halla v roce 1975 byly nalezeny střepy se zřetelným otiskem Kraftova prstu, na několika obětech byly nalezeny jeho vlasy a vlákna z ponožek několika obětí byly forenzní expertízou porovnány se shodnými vlákny nalezenými v Kraftově domě.
Navzdory zcela jasným důkazům však svou vinu po celou dobu odmítá a tvrdí, že se stal obětí justiční zvůle kvůli své homosexualitě. Autora knihy o jeho případu Kraft zažaloval o 62 milionů USD za poškození dobrého jména. V červnu 1994 však byla žaloba zamítnuta.

## Motiv činů
Kraftův motiv nebyl zejména kvůli jeho dlouhodobému odporu ke spolupráci se soudy a policií nikdy zcela vysvětlen. Dennis McDougal se domnívá, že důvodem Kraftových vražd mohlo být vedle vrozených predispozic také zranění hlavy v Kraftově dětském věku, po kterém upadl na několik hodin do kómatu, v kombinaci se společenskou netolerancí, odmítnutí rodiny v době Kraftova "coming outu", vyloučení z armády kvůli homosexualitě, atd. Je skutečností, že stupeň mučení obětí se s každou další vraždou stále zvyšoval a oběti byly pohazovány v okolí rušných silnic, ale i hustě obydlených oblastí. Některé z obětí byly při nálezu těla po smrti teprve několik desítek minut. Modus operandi se s každou obětí měnil, v drtivé většině však převládalo uškrcení. Podle Andreje Drbohlava se jednalo o sériového vraha z pozice sexuální vášně (lust) a vzrušení ze samotného plánování a páchání skutku (thrill). U Krafta současně převládal výrazný sexuální sadismus zejména v propagaci vůči genitáliím. Tento pachatel do určité míry symbolizoval snahu o potlačení vlastní osobnosti prostřednictvím zlikvidování oběti. Jednalo se o vysoce obsedantního a kompulzivního jedince s nutkavou potřebou udržovat kontrolu (i zpětnou) nad zavražděnými. McDougal vyjadřuje rozšířenou domněnku, že Kraft jako homosexuál ve skutečnosti nenáviděl homosexuální pohlavní styk stejně jako svoji osobu a získanou sebezášť obracel proti poškozeným. Mutilace genitálií symbolizovala podle McDougala vyjádření ztráty mužství u napadeného a naopak posilování vlastního mužství u pachatele. Ponožky, větve a jiné předměty zasouvané do konečníku obětí před- a posmrtně pak měly představovat symbolický penis a spolu s vysvlečením obětí zdůrazňovat jejich degradaci. Kraftova psychopatická osobnost byla podrobně zkoumána i v přípravné fázi jeho procesu. Psychologové a psychiatři najatí obhajobou zjistili při EEG Kraftova mozku určité odchylky v oblasti ovládající impulzivní jednání a sexuální pudy. Tento poznatek však nebyl soudem uznán za polehčující okolnost. Někteří účastníci soudního jednání si povšimli, že při vyjmenovávání podrobností o jednotlivých vraždách se Kraft usmíval.

### První oběť
První Kraftovou obětí byl v březnu 1970 Joseph Alwyn Fancher, mladík z Long Beach, kterého Kraft opil a omámil trankvilizéry, brutálně znásilnil a zmlátil, nicméně nezavraždil. Fancher se stal v roce 1988 jedním z klíčových svědků v procesu s Kraftem. Kraft nalákal Fanchera k sobě do bytu s tím, že Fancher, který utekl z domu, u něj může bydlet. Po několika hodinách mučení a znásilňování odešel Kraft do práce a pohrozil Fancherovi, že pokud se o znásilnění někde zmíní, tak ho zabije. Fancherovi se podařilo z bytu uprchnout; při následném výslechu udal Kraftovo bydliště a policie provedla domovní prohlídku, ke které však neměla potřebné povolení. Fancher navíc policii neřekl, že byl znásilněn, proto nebylo proti Kraftovi zahájeno žádné trestní stíhání. Zhruba 18 měsíců po tomto incidentu, když pochopil, že Fancherovo znásilnění zůstalo bez trestu, spáchal Kraft první vraždu.
| Číslo oběti | Kód na seznamu                | Identifikace                                   | Datum nálezu těla | Modus operandi a příčina smrti | Kraft uznán vinným | Poznámka |
| 1.          | STABLE                        | Wayne Joseph Dukette                           | 5.10.1971         | Akutní otrava alkoholem, uškrcení | ne                 | Pravděpodobně Kraftova první vražda. Dukette pracoval v gay baru "Stable". |
| 2.          | ANGEL                         | n.a.                                           | n.a.              | n.a. | ne                 | nevyřešeno |
| 3.          | EDM                           | Edward Daniel Moore                            | 26.12.1972        | Uškrcení, ponožka nacpaná do konečníku, rány kovovou tyčí v oblasti hlavy, hluboké škrábance na genitáliích, kousance v oblasti genitálií, vyhozen z jedoucího auta | ano                | Knížka s instrukcemi hry na foukací harmoniku patřící Mooreovi byla nalezena u Krafta doma. |
| 4.          | HARI KARI                     | n.a.                                           | n.a.              | n.a. | ne                 | nevyřešeno |
| 5.          | AIRPLANE HILL                 | n.a.                                           | 6.2.1973          | Uškrcení, strangulační rýhy na krku a zápěstí, znásilněn, vykastrován                                                                                               | ano                | V době vraždy žila oběť i Kraft v oblasti LA známé jako Airplane Hill |
| 6.          | MARINE DOWN                   | n.a.                                           | n.a.              | n.a. | ne                 | nevyřešeno |
| 7.          | VAN DRIVEWAY                  | n.a.                                           | n.a.              | n.a. | ne                 | nevyřešeno |
| 8.          | 2 IN 1 MV TO PL               | n.a.                                           | n.a.              | n.a. | ne                 | Jeden ze záznamů dvou obětí při jednom trestném činu |
| 9.          | TWIGGIE                       | James Dale Reeves                              | 27.11.1974        | n.a. | ne                 | Oběti trčela z análního otvoru několik centimetrů široká větev (twig). |
| 10.         | VINCE M                       | Vincent Cruz Mestas                            | 29.12.1973        | Uškrcení. Posmrtně Kraft oběti oholil hlavu, ponožka zastrčená do konečníku, uříznuté ruce, pahýly obalené plastikovými sáčky                                       | ne                 | Kraft žil v době vraždy několik bloků od oběti. |
| 11.         | WILMINGTON                    | n.a.                                           | 6.2.1973          | Pravděpodobně uškrcení. Ponožka zastrčená do konečníku. | ne                 | Oběť byla pravděpodobně homosexuální prostitut z oblasti Belmot shore, kde se Kraft často zdržoval |
| 12.         | LB MARINA                     | n.a                                            | n.a.              | n.a. | ne                 | nevyřešeno |
| 13.         | PIER 2                        | Thomas Paxton Lee                              | 3.8.1974          | Uškrcení | ne                 | Kraft žil v době vraždy několik bloků od oběti. |
| 14.         | DIABETIC                      | n.a                                            | n.a               | n.a | ne                 | nevyřešeno |
| 15.         | SKATES                        | John William Leras                             | 4.1.1975          | Uškrcení | ne                 | V místě nálezu těla byly nalezeny dva páry stop vlekoucí tělo. |
| 16.         | PORTLAND                      | n.a                                            | n.a               | n.a | ne                 | nevyřešeno |
| 17.         | NAVY WHITE                    | n.a                                            | n.a               | n.a | ne                 | nevyřešeno |
| 18.         | USER                          | n.a                                            | n.a               | n.a | ne                 | nevyřešeno |
| 19.         | PARKING LOT                   | Keith Daven Crotwell                           | 8.5.1975          | Pravděpodobně uškrcení, hlava oddělená od trupu. | ano                | Kraft byl kvůli vraždě hned v květnu 1975 vyslýchán na místním oddělení policie v Long Beach a prokázal jen velmi slabé alibi, nicméně stíhání nebylo zahájeno z důvodu absence těla. Překvalifikováno na vraždu v roce 1983. |
| 20.         | DEODORANT                     | Robert Avila                                   | 29.7.1982         | Uškrcení | ne                 | Avila byl v okolí znám silným používáním deodorantu. Tělo nalezeno jen několik metrů od Raymonda Davise. |
| 21.         | DOG                           | Raymond Davis                                  | 29.7.1982         | Uškrcení | ne                 | Davis se šel podívat do jednoho z parků v LA po svém ztraceném psovi. Tělo bylo nalezeno několik metrů od Roberta Avily. |
| 22.         | TEEN TRUCKER                  | Malcolm Eugene Little                          | 2.6.1974          | Uškrcení, kastrace, větev zaražená do konečníku | ne                 | Bratr oběti pracoval jako řidič kamionu. |
| 23.         | IOWA                          | Oral Stuart                                    | n.a.              | n.a. | ne                 | Stuart, mariňák z Iowy, je pravděpodobnou obětí. Kraft však při dalším vytěžování v roce 2012 odmítl spolupracovat |
| 24.         | 7TH STREET                    | Ronnie Gene Wiebe                              | 28.7.1973         | Uškrcení, ponožka zastrčená do konečníku, při mučení visela oběť hlavou dolů, kousance v oblasti břicha a penisu, vyhozen z jedoucího auta                          | ne                 | Oběť byla pohozena na sedmé ulici v LA (7th street) |
| 25.         | LAKES MC                      | Gregory Wallace Jolley                         | 14.9.1979         | Příčina smrti neznámá, vykastrován, uříznutá hlava a nohy | ne                 | Skicák patřící Wallaceovi byl nalezen u Krafta doma |
| 26.         | MC LAGUNA                     | Roger E. Dickerson                             | 22.6.1974         | Uškrcení, znásilnění, zmrzačení. Kousance na genitáliích a bradavkách                                                                                               | ne                 | V krvi oběti nalezeny trankvilizéry (diazepam). |
| 27.         | GOLDEN SAILS                  | Craig Victor Jonaites                          | 17.1.1995         | Uškrcení | ne                 | Tělo nalezeno až pět let po Kraftově odsouzení. |
| 28.         | EUCLID                        | Scott Michael Hughes                           | 16.4.1978         | Uškrcení | ano                | V krvi oběti nalezeny trankvilizéry (diazepam). |
| 29.         | HAWTH OFF HEAD                | n.a.                                           | 22.4.1973         | Pravděpodobně uškrcení. Oběť rozřezána, jednotlivé části těla pohozeny po různých částech Los Angeles.                                                              | ne                 | S velkou pravděpodobností se jedná o oběť, kterou Kraft vzal do auta v oblasti Hawthorne v Los Angeles. |
| 30.         | 76                            | n.a.                                           | 29.8.1979         | n.a. | ne                 | Rozřezané ostatky byly nalezeny u čerpací stanice s názvem "76" |
| 31.         | 2 IN 1 HITCH                  | n.a.                                           | n.a.              | n.a. | ne                 | Jeden ze záznamů dvou obětí při jednom trestném činu |
| 32.         | BIG SUR                       | Gary Wayne Cordova                             | 12.8.1974         | Akutní intoxikace alkoholem a trankvilizéry. | ne                 | Cordova často hovořil o kalifornském regionu Big Sur |
| 33.         | MARINE HEAD BP                | Mark Alan Marsh                                | 18.2.1980         | Pravděpodobně uškrcení, useknuté ruce a hlava | ne                 | Marsh řekl přátelům, že jde do Buena Parku v LA, od té doby byl nezvěstný |
| 34.         | FUCKS                         | n.a                                            | n.a.              | n.a. | ne                 | Jedná se o záznam navazující na "Expletive deleted". Fuchsovo jméno se vyslovovalo [fukes]. |
| 35.         | EXPLETIVE DELETED             | Paul Joseph Fuchs                              | 12.12.1976        | n.a. | ne                 | Fuchs často navštěvoval gay bar Ripples, stejně jako Kraft |
| 36.         | FRONT OF RIPPLES              | n.a                                            | n.a               | n.a | ne                 | nevyřešeno |
| 37.         | MARINE CARSON                 | Richard Allen Keith                            | 19.6.1978         | Uškrcení | ano                | Keith byl naposledy spatřen jak stopuje v oblasti Carson. Byl mariňák. |
| 38.         | NEW YEAR'S EVE                | Mark Howard Hall                               | 3.1.1976          | Uškrcení, případně udušení hlínou, pálení autozapalovačem, kastrasce, pořezání                                                                                      | ano                | Podle vyšetřovatelů Kraftova nejhorší vražda. Byla spáchána na silvestra 1975. Ve stejném roce byl Kraft vytěžován kvůli vraždě Crottwella a přišel o zaměstnání. |
| 39.         | WESTMINSTER DATE              | Jeffrey Bryan Sayre                            | 24.11.1979        | Pravděpodobně uškrcení | ne                 | Sayre byl naposledy spatřen na schůzce v oblasti Westminster v LA |
| 40.         | JAIL OUT                      | Roland Gerald Young                            | 1978              | Kastrace, ubodání | ano                | Young byl jen několik hodin před vraždou propuštěn z vězení v Los Angeles. Propustka byla nalezena v jeho kapse. Kraft uznán vinným na základě modu operandi a záznamu na seznamu. |
| 41.         | MARINE DRUNK OVERNIGHT SHORTS | Donnie Harold Crisel                           | 19.6.1979         | Otrava alkoholem a trankvilizéry, pálení autozapalovačem | ano                | Crisel byl v době nálezu pouze ve spodním prádle |
| 42.         | CARPENTER                     | n.a.                                           | n.a.              | n.a. | ne                 | nevyřešeno |
| 43.         | TORRANCE                      | Richard A. Crosby                              | 30.9.1978         | Zardoušení, levá bradavka pálena autozapalovačem | ne                 | Oběť byla naposledy spatřena v oblasti Torrance, LA |
| 44.         | MC DUMP HB SHORT              | n.a.                                           | n.a.              | n.a. | ne                 | nevyřešeno |
| 45.         | 2 IN 1 BEACH                  | Geoffrey Allan Nelson a Rodger James DeVaul Jr | 12.2.1983         | Kastrace, uškrcení | ano                | Kraft shledán vinným v obou případech. Fotografie obětí byly nalezeny u Krafta doma |
| 46.         | HOLLYWOOD BUS                 | Christopher R. Williams                        | 20.8.1981         | Zalknutí při ucpání dýchací trubice, papír zastrčen do konečníku | ne                 | Williams byl homosexuální prostitut z okolí autobusových zastávek v Hollywoodu |
| 47.         | MC HB TATTOO                  | Robert Wyatt Loggins                           | 3.9.1980          | Akutní intoxikace alkoholem a trankvilizéry, ponožka zastrčená do konečníku                                                                                         | ano                | Fotografie mrtvého Logginse byla nalezena u Krafta doma |
| 48.         | OXNARD                        | n.a.                                           | n.a.              | n.a. | ne                 | nevyřešeno |
| 49.         | PORTLAND ECK                  | n.a.                                           | 18.7.1980         | Uškrcení | ne                 | V době vraždy byl Kraft prokazatelně na služební cestě v Oregonu. Ještě než vyšetřovatelé srovnali záznamy z autopůjčoven s Kraftovými služebními cestami, byl Kraft 14.5.1983 zatčen. |
| 50.         | PORTLAND DENVER               | Michael Shawn O'Fallon                         | 17.7.1980         | Uškrcení | ne                 | V době vraždy byl Kraft prokazatelně na služební cestě v Oregonu. Ještě než vyšetřovatelé srovnali záznamy z autopůjčoven s Kraftovými služebními cestami, byl Kraft 14.5.1983 zatčen. |
| 51.         | PORTLAND BLOOD                | Michael Duane Cluck                            | 10.4.1981         | Umlácení k smrti kovovou tyčí | ne                 | V době vraždy byl Kraft prokazatelně na služební cestě v Oregonu. Ještě než vyšetřovatelé srovnali záznamy z autopůjčoven s Kraftovými služebními cestami, byl Kraft 14.5.1983 zatčen. V případě Clucka vyhledal Kraft několik hodin po vraždě ošetření v místní nemocnici kvůli pohmožděnému palci na pravé noze způsobenému s největší pravděpodobností kopáním do oběti. |
| 52.         | PORTLAND HAWAII               | Lance Trenton Taggs                            | 9.12.1982         | Příčina smrti neznámá, ponožka zastrčená do konečníku | ne                 | V době vraždy byl Kraft prokazatelně na služební cestě v Oregonu. Ještě než vyšetřovatelé srovnali záznamy z autopůjčoven s Kraftovými služebními cestami, byl Kraft 14.5.1983 zatčen. |
| 53.         | PORTLAND RESERVE              | Anthony Jose Silveira                          | 18.12.1982        | Uškrcení, znásilnění, kartáček na zuby zaražen do konečníku | ne                 | V době vraždy byl Kraft prokazatelně na služební cestě v Oregonu. Ještě než vyšetřovatelé srovnali záznamy z autopůjčoven s Kraftovými služebními cestami, byl Kraft 14.5.1983 zatčen. Několik svědků potvrdilo, že po vraždě Kraft nosil bundu s nápisem "Silveira". |
| 54.         | PORTLAND HEAD                 | Brian Harold Witcher                           | 28.11.1982        | Příčina smrti neznámá, vyhozen z jedoucího auta | ne                 | V době vraždy byl Kraft prokazatelně na služební cestě v Oregonu. Ještě než vyšetřovatelé srovnali záznamy z autopůjčoven s Kraftovými služebními cestami, byl Kraft 14.5.1983 zatčen. |
| 55.         | GR 2                          | Dennis Patrick Alt a Christopher Schoenborn    | 9.12.1982         | Uškrcení v obou případech, kastrace, psací pero zaraženo do močového měchýře jedné z obětí.                                                                         | ne                 | Kraft byl v době vražd v Grand Rapids a byl spatřen svědky v přítomnosti obou obětí. Otvírák lahví patřící jedné z obětí byl nalezen u Krafta doma. |
| 56.         | MC PLANTS                     | n.a.                                           | n.a.              | n.a. | ne                 | nevyřešeno |
| 57.         | SD DOPE                       | Mikeal Laine                                   | 19.1.1984         | Příčina smrti neznámá, byly nalezeny jen kosterní pozůstatky | ne                 | Laine měl záznamy o užívání drog |
| 58.         | HIKE OUT LB BOOTS             | Keith Arthur Klingbiel                         | 8.7.1978          | Otrava alkoholem, uškrcení, levá bradavka pálena autozapalovačem, vyhozen z jedoucího auta                                                                          | ano                | Naposledy spatřen ve vysokých vojenských botách v oblasti Long Beach |
| 59.         | ENGLAND                       | n.a.                                           | n.a.              | n.a. | ne                 | nevyřešeno |
| 60.         | OIL                           | n.a.                                           | n.a.              | n.a. | ne                 | nevyřešeno |
| 61.         | DART 405                      | Michael Joseph Inderbeiten                     | 18.11.1978        | Znásilněn, vykastrován, stažena kůže z penisu, cizí objekt zaražen do konečníku, popáleniny autozapalovačem                                                         | ano                | Tělo bylo nalezeno u odbočky na dálnici 405 |
| 62.         | WHAT YOU GOT                  | n.a.                                           | n.a.              | n.a. | ne                 | nevyřešeno |